# Peter Nieuwerf
Peter Nieuwerf (* 1938 in Utrecht; † 27. März 2015) war ein niederländischer Easy-Listening- und Jazzgitarrist.

## Leben und Wirken
Peter Nieuwerf begann seine Musikerkarriere bei Wim Sonneveld und spielte u. a. mit Stéphane Grappelli, Rita Reys, Ramses Shaffy und Jasperina de Jong. Mit Rogier van Otterloo und Robert Long trat er in den niederländischen Fernsehshows De Stratemaker-op-zee-show, De Fabeltjeskrant und Sonja's Goed Nieuws Show auf, ferner als Musiker in den Fernsehserien Oebele (1968/69) und Kunt u mij de weg naar Hamelen vertellen, mijnheer? (1975/76). Ab den 1980er-Jahren konzentrierte er sich vermehrt auf Jazz, u. a. als Begleitmusiker von Greetje Kauffeld. 1996 trat er mit dem Concertgebouw-Orchester in der New Yorker Carnegie Hall in einer Aufführung von Schostakowitschs Jazzsuiten auf. Mit Armando hatte er ein Gypsy-Jazz-Quartett. Im Bereich des Jazz war er zwischen 1966 und 2011 an 16 Aufnahmesessions beteiligt, u. a. mit Mat Mathews, Rogier van Otterloo, Chris Hinze, Ruud Brink, Johnny Meijer, Cees Small, Pia Beck, Georgie Fame und zuletzt mit der Sängerin Gerie van der Kiel.

## Diskographische Hinweise
- Inviting Eyes (CNR, 1976)
- Bacharach Goes Latin – Peter Nieuwerf Plays the Bacharach Hits (Imperial)
- Greetje Kauffeld: European Windows (rec. 1992)
- Bart van Lier, Peter Nieuwerf, Ruud Ouwehand: Live at De Tor (Maxanter Records, 2006)